# قرار الجمعية العامة للأمم المتحدة ES-10/22
قرار الجمعية العامة للأمم المتحدة دإط-10/22 هو قرار صادر عن الدورة الاستثنائية الطارئة العاشرة للجمعية العامة للأمم المتحدة يدعو إلى وقف فوري لإطلاق النار في الحرب بين إسرائيل وحماس عام 2023، والإفراج «الفوري وغير المشروط» عن الرهائن، و«ضمان وصول المساعدات الإنسانية.» و«أن تمتثل جميع الأطراف لالتزاماتها بموجب القانون الدولي».

## الإجراءات والخلفية
في 27 أكتوبر أصدرت الجمعية العامة القرار دإط-10/21 الذي يدعو إلى هدنة إنسانية بأغلبية 121 صوتًا مقابل 14 صوتًا وامتناع 44 عن التصويت. وقد تبع القرار ES-10/22 اقتراح مماثل يدعو إلى وقف فوري لإطلاق النار وإطلاق سراح الرهائن في مجلس الأمن الدولي، والذي اقترحته دولة الإمارات. وحصل على 13 صوتًا وامتناع دولة واحدة عن التصويت مع استخدام الولايات المتحدة حق النقض (الفيتو) ضده.
القرار اقترحته مصر وحصل على تعديل من النمسا، حيث أدخلت عبارة «تحتجزهم حماس وجماعات أخرى»، فيما يتعلق بالرهائن الذين تحتجزهم حماس وجماعات أخرى في قطاع غزة، وإدراج كلمة «فوري» عند الإشارة إلى ضمان ذلك الحفاظ على وصول المساعدات الإنسانية،  والذي لم يحصل على أغلبية الثلثين المطلوبة، بأغلبية 89 صوتًا مقابل 61 صوتًا ضد وامتناع 21 عن التصويت، لذلك لم يتم اعتماده. تعديل من الولايات المتحدة الأمريكية يدعو إلى صياغة رفض وإدانة «الهجمات التي نفذتها حماس في إسرائيل اعتبارًا من 7 أكتوبر واحتجاز الرهائن» في الفقرة الأولى من القرار، حصل على 84 صوتًا مقابل 62 صوتًا وامتناع 25 عن التصويت، لذلك لم يصل إلى عتبة الثلثين.

## التصويت
| مع القرار (153) | ممتنع عن التصويت (23) | ضد القرار (10) | غائب (7)                                                                   |
| --- | --- | --- | -------------------------------------------------------------------------- |
| \| أفغانستان ألبانيا الجزائر أندورا أنغولا أنتيغوا وباربودا أرمينيا أستراليا أذربيجان باهاماس البحرين بنغلاديش باربادوس بيلاروسيا بلجيكا بليز بنين بوتان بوليفيا البوسنة والهرسك بوتسوانا البرازيل بروناي بوروندي كمبوديا كندا جمهورية إفريقيا الوسطى تشاد تشيلي الصين كولومبيا جزر القمر الكونغو كوستاريكا ساحل العاج كرواتيا كوبا قبرص كوريا الشمالية جمهورية الكونغو الديمقراطية الدنمارك جيبوتي دومينيكا جمهورية الدومينيكان الإكوادور مصر السلفادور إريتريا إستونيا إثيوبيا فيجي فنلندا فرنسا الغابون غامبيا غانا اليونان غرينادا غينيا غينيا بيساو غويانا هندوراس آيسلندا الهند إندونيسيا إيران العراق أيرلندا جامايكا اليابان الأردن كازاخستان كينيا الكويت قرغيزستان لاوس لاتفيا لبنان \| ليسوتو ليبيا ليختنشتاين لوكسمبورغ مدغشقر ماليزيا جزر المالديف مالي مالطا موريتانيا موريشيوس المكسيك موناكو منغوليا الجبل الأسود المغرب موزمبيق ميانمار ناميبيا نيبال نيوزيلندا نيكاراجوا النيجر نيجيريا مقدونيا الشمالية النرويج سلطنة عمان باكستان بيرو الفلبين بولندا البرتغال قطر كوريا الجنوبية مولدوفا روسيا رواندا سانت كيتس ونيفيس سانت لوسيا سانت فينسنت والغرينادين ساموا سان مارينو السعودية السنغال صربيا سيشل سيراليون سنغافورة سلوفينيا جزر سليمان الصومال جنوب إفريقيا إسبانيا سريلانكا السودان سورينام السويد سويسرا سوريا طاجيكستان تايلاند تيمور الشرقية ترينيداد وتوباغو تونس توفالو تركيا أوغندا الإمارات العربية المتحدة تنزانيا أوزبكستان فانواتو فيتنام اليمن زامبيا زيمبابوي \| | الأرجنتين بلغاريا الرأس الأخضر الكاميرون غينيا الاستوائية جورجيا ألمانيا المجر إيطاليا ليتوانيا مالاوي جزر مارشال هولندا بالاو بنما رومانيا سلوفاكيا جنوب السودان توغو تونغا أوكرانيا المملكة المتحدة أوروغواي | النمسا التشيك غواتيمالا إسرائيل ليبيريا ولايات ميكرونيسيا المتحدة ناورو بابوا غينيا الجديدة باراغواي الولايات المتحدة | بوركينا فاسو سوازيلاند هايتي كيريباتي ساو تومي وبرينسيب تركمانستان فنزويلا |
| الدول المراقبة: الكرسي الرسولي و دولة فلسطين | | |                                                                            |
| أفغانستان ألبانيا الجزائر أندورا أنغولا أنتيغوا وباربودا أرمينيا أستراليا أذربيجان باهاماس البحرين بنغلاديش باربادوس بيلاروسيا بلجيكا بليز بنين بوتان بوليفيا البوسنة والهرسك بوتسوانا البرازيل بروناي بوروندي كمبوديا كندا جمهورية إفريقيا الوسطى تشاد تشيلي الصين كولومبيا جزر القمر الكونغو كوستاريكا ساحل العاج كرواتيا كوبا قبرص كوريا الشمالية جمهورية الكونغو الديمقراطية الدنمارك جيبوتي دومينيكا جمهورية الدومينيكان الإكوادور مصر السلفادور إريتريا إستونيا إثيوبيا فيجي فنلندا فرنسا الغابون غامبيا غانا اليونان غرينادا غينيا غينيا بيساو غويانا هندوراس آيسلندا الهند إندونيسيا إيران العراق أيرلندا جامايكا اليابان الأردن كازاخستان كينيا الكويت قرغيزستان لاوس لاتفيا لبنان | ليسوتو ليبيا ليختنشتاين لوكسمبورغ مدغشقر ماليزيا جزر المالديف مالي مالطا موريتانيا موريشيوس المكسيك موناكو منغوليا الجبل الأسود المغرب موزمبيق ميانمار ناميبيا نيبال نيوزيلندا نيكاراجوا النيجر نيجيريا مقدونيا الشمالية النرويج سلطنة عمان باكستان بيرو الفلبين بولندا البرتغال قطر كوريا الجنوبية مولدوفا روسيا رواندا سانت كيتس ونيفيس سانت لوسيا سانت فينسنت والغرينادين ساموا سان مارينو السعودية السنغال صربيا سيشل سيراليون سنغافورة سلوفينيا جزر سليمان الصومال جنوب إفريقيا إسبانيا سريلانكا السودان سورينام السويد سويسرا سوريا طاجيكستان تايلاند تيمور الشرقية ترينيداد وتوباغو تونس توفالو تركيا أوغندا الإمارات العربية المتحدة تنزانيا أوزبكستان فانواتو فيتنام اليمن زامبيا زيمبابوي | |                                                                            |

## ردود الفعل
في 13 ديسمبر قال وزير خارجية أستراليا بيني وونغ إن أستراليا أيدت القرار انطلاقاً من القلق على المدنيين في قطاع غزة، مضيفاً أن أستراليا أكدت باستمرار على حق إسرائيل في الدفاع عن نفسها... وفي القيام بذلك، قلنا أنه يجب على إسرائيل أن تحترم القانون الإنساني الدولي والمدنيين والبنية التحتية المدنية، بما في ذلك المستشفيات. ووصفت رويترز ذلك بأنه «انفصال نادر عن ... الولايات المتحدة» وأشارت إلى أن كندا وأستراليا ونيوزيلندا أصدرت بيانًا مشتركًا في 12 ديسمبر يدعم وقف إطلاق النار. ووصف رياض منصور سفير فلسطين لدى الأمم المتحدة التصويت بأنه «تاريخي» وقال إن القرار يطالب بإنهاء الصراع، وقال «لن نهدأ حتى نرى امتثال إسرائيل لهذا الطلب». قال مندوب إسرائيل الدائم لدى الأمم المتحدة، جلعاد إردان، إن القرار كان محاولة «مشينة» لكبح جماح إسرائيل، وادعى أن «استمرار العملية الإسرائيلية في قطاع غزة هو السبيل الوحيد لإطلاق سراح أي رهائن». وادعى أيضًا أن دعم القرار أعطى الإرهابيين «مرورًا مجانيًا»، وأعلن أن «وقف إطلاق النار سيطيل أمد الموت والدمار في المنطقة» وقال إن القرار «منافق».
استشهد ماتو جويني ممثل جنوب أفريقيا لدى الأمم المتحدة، بتجربة جنوب أفريقيا المؤلمة مع الفصل العنصري، وقال إن الدول بحاجة إلى اتخاذ إجراءات «وفقًا للقانون الدولي». ندد منير أكرم، الممثل الدائم لباكستان لدى الأمم المتحدة بالتعديلات التي اقترحتها الولايات المتحدة والنمسا ووصفها بأنها «تدين جانبًا واحدًا فقط ولكنها تبرئ الطرف الآخر». وأشار إلى أنه إذا تم ذكر حركة حماس، وليس إسرائيل، فإن ذلك «يوفر مبررًا لآلة الحرب الإسرائيلية لمواصلة عجلة الموت». صرحت ليندا توماس جرينفيلد، سفيرة الولايات المتحدة، أن الولايات المتحدة ترى الوضع الإنساني في قطاع غزة «مريع» وأنه «يجب حماية المدنيين بموجب القانون الإنساني الدولي»، وحثت الدول على دعم تعديل يدين حماس، وقال إن «وقف إطلاق النار... سيكون مؤقتًا في أحسن الأحوال، وخطيرًا في أسوأ الأحوال ... على الإسرائيليين ... و...الفلسطينيين». ورحب عزت الرشق عضو المكتب السياسي لحركة حماس بالقرار وأدان ما وصفها بـ«حرب الإبادة الجماعية والتطهير العرقي» ضد الفلسطينيين.
وأيد عبد العزيز الواصل، سفير السعودية في الأمم المتحدة، القرار، قائلاً إن السعودية تصوت لصالح إنهاء «المعاناة الناجمة عن الهجوم العسكري غير الإنساني الذي شنته قوات الاحتلال الإسرائيلية»، ودعا إلى وقف فوري لإطلاق النار لإنهاء الصراع، و الحاجة إلى «حل شامل وعادل للقضية الفلسطينية يتماشى مع مبادرة السلام العربية وحل الدولتين وإقامة «الدولة الفلسطينية وعاصمتها القدس». صرح مندوب الصين الدائم، تشانغ جون، أن الأحداث في قطاع غزة «مأساة، ويجب علينا أن نفعل المزيد».
في بيان صحفي بتاريخ 12 ديسمبر أعرب نهاد عوض، المدير التنفيذي الوطني لمجلس العلاقات الأمريكية الإسلامية، عن دعمه للقرار ودعا حكومة الولايات المتحدة إلى «تغيير المسار» ودعا الدول في جميع أنحاء العالم إلى «الضغط على الحكومة الإسرائيلية لإنهاء حملتها الإرهابية في غزة». قالت وزيرة الخارجية الكندية ميلاني جولي «منذ البداية قلنا أن لإسرائيل الحق في الدفاع عن نفسها. كيف تدافع إسرائيل عن نفسها مهم... ما هو هذا؟» إن ما يتكشف أمام أعيننا لن يؤدي إلا إلى تعزيز دائرة العنف. وهذا لن يؤدي إلى هزيمة دائمة لحماس. قال السفير الكندي لدى الأمم المتحدة، بوب راي، لشبكة سي بي سي إن «الوضع الراهن للقتال غير مستدام «من منظور إنساني» بينما اختلف أعضاء برلمان الحزب الليبرالي أنتوني هاوسفاذر وماركو مينديسينو مع تصويت كندا في الأمم المتحدة.

## أنظر أيضا
- قرار الجمعية العامة للأمم المتحدة دإط-10/21
- قرار مجلس الأمن التابع للأمم المتحدة رقم 2712
- قرار الجمعية العامة للأمم المتحدة دإط-10/24

## الملاحظات
1. ↑  عُلّقت فنزويلا من التصويت في الدورة السادسة والسبعين والدورة الاستثنائية الطارئة الحادية عشرة بسبب فشلها في دفع مستحقاتها في العامين السابقين، والتي لم تحصل بشأنها على تنازل خاص من الجمعية.[6]